# Боевой дух

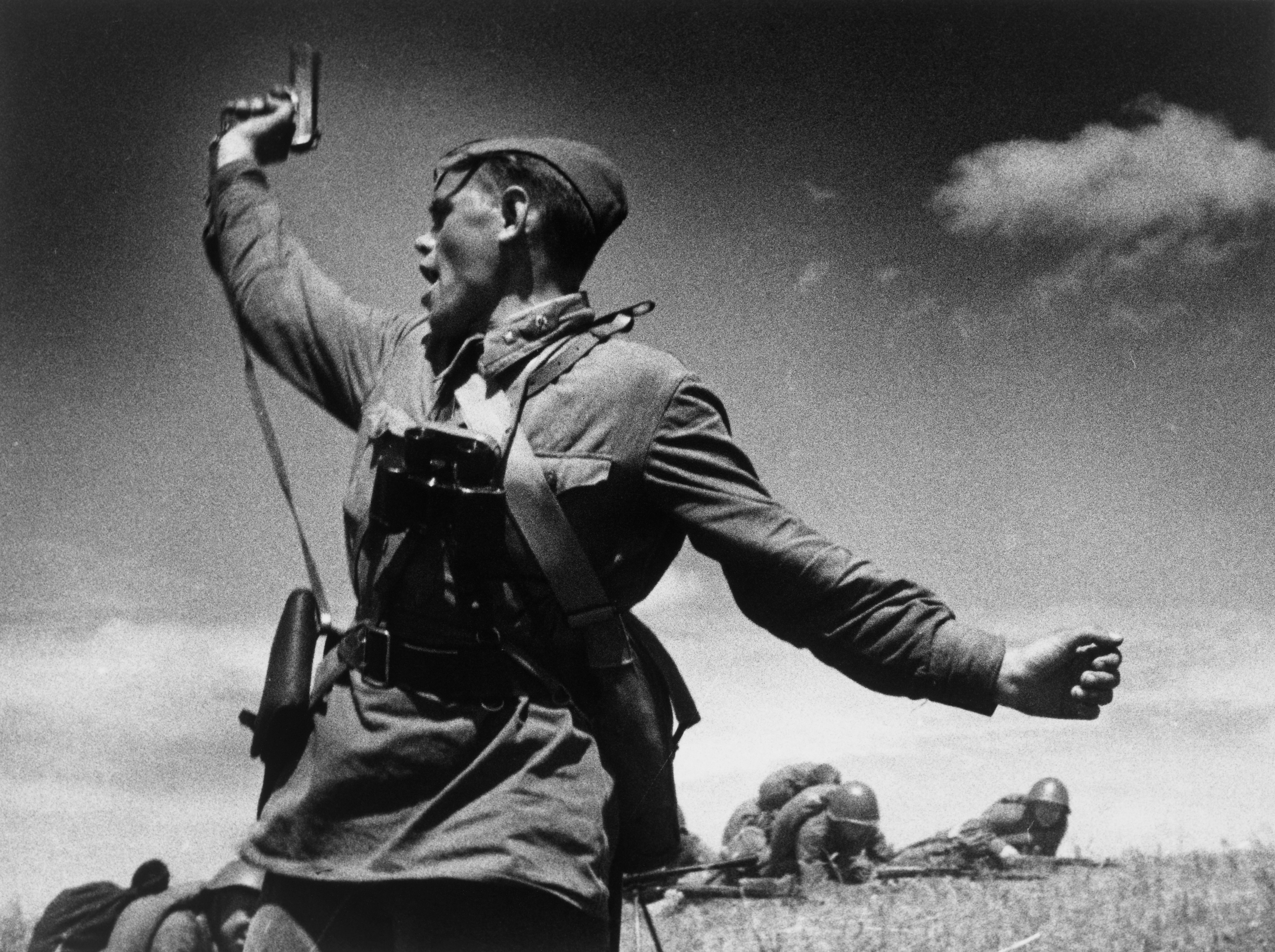
«Комбат». Фото Макса Альперта, 1942

Мора́льный дух ли́чного соста́ва (также боево́й дух, во́инский дух) — совокупность моральных и психологических качеств, которые, помимо прочих факторов, определяют боеспособность вооружённых сил.

## Измерение боевого духа
Н. Н. Головин отмечал, что бой «кончается не исчерпанием материальных сил и средств, а отказом от борьбы одной из сторон».
В. А. Артамонов вслед за Головиным измеряет «предел моральной упругости» войск в проценте потерь («победная кровь», «цена крови»), которые войска готовы заплатить за победу. Например, в войне 1870—1871 годов немцы одерживали победы вначале при 9 % потерь, а к концу войны из-за падения боевого духа французов потери составляли лишь 2 %.
Артамонов также предлагает для оценки духа показатель «эффективности» — отношение потерь противника убитыми и ранеными к численности своей армии, хотя и отмечает, что на эффективность влияют много других факторов боеспособности армии (качество вооружения, тактика и тому подобное), и потому прямой связи между эффективностью и боевым духом нет. 
Более аккуратным показателем является соотношение между погибшими и пленными (несдающийся противник обладает сильным боевым духом). Для ожесточённых сражений с участием морально сильных армий этот показатель может быть очень высоким (в Бородинском сражении у обеих сторон потери пленными составляли менее 1 % потерь убитыми и умершими от ран). Во время Великой Отечественной войны соотношение убитых к пленным у противников СССР варьировало от почти 1:1 для итальянцев до более чем 30:1 у финнов (у СССР соотношение росло в течение войны: в первые месяцы войны 1:7, в последние месяцы 8:1).

## Изменения боевого духа
Боевой дух армии, необходимо исчезает, если административное начало, только содействующее, начинает преобладать над началом, составляющим честь и славу военной службы.— фельдмаршал князь А. И. Барятинский
Достигается путём воспитания идейных убеждений, храбрости, сплочённости, созданием атмосферы взаимовыручки и боевого товарищества, в том числе улучшением социальной защищенности и сплочением воинских коллективов.
Австрийский полководец эрцгерцог Альбрехт говорил: «Многие смешивают воинский дух с минутным энтузиазмом и считают, что гениальный полководец может вдохнуть этот дух в свое войско в каждую данную минуту. Оба эти положения весьма сомнительны, и их неправдоподобность засвидетельствована историей. Один энтузиазм, не опирающийся на привитом заранее в армии воинском духе, вызывает в самом счастливом случае опрометчивое удальство, а при малейшей неудаче может породить панику, причём на долю несчастливого полководца придется весь позор звания изменника, если он не поплатится жизнью за неуспех».
Снижение (подрыв) боевого духа войск противника и повышение боевого духа собственных вооружённых сил является, в частности, одной из основных целей пропагандистской / контрпропагандистской работы в ходе боевых действий.
Работа по усилению боевого духа также входит в обязательный набор многих индивидуальных восточных практик.
В последнее время[когда?] словосочетание «боевой дух» стали периодически использовать в средствах массовой информации. С первого взгляда складывается впечатление будто категория «боевой дух» заменяет (подменяет) категорию «моральный дух», что эти категории тождественны, а их логические объёмы совпадают. Но это не совсем так. Логический объём категории «моральный дух» значительно больше, чем категории «боевой дух». «Моральный дух» соотносится с «боевым духом» как родовая категория с видовой категорией, как целое и его составная часть [с. 79]. 
Моральный дух личного состава — это устойчивая совокупность идейных убеждений, политической сознательности, социальной защищенности и профессионализма военнослужащих, уровня сплоченности воинских коллективов и административной деятельности руководящего состава, которые системно и взаимозависимо формируют внутреннюю готовность личного состава к исполнению воинского долга, создают оптимальные условия для выполнения поставленных служебно-боевых задач и побуждают к действиям [с. 41].
Боевой дух — одно из основных категорий военной психологии, теории и практики воспитательной работы означающее идейную и моральную готовность военнослужащего, подразделения, части, соединения, объединения и вооружённых сил к постоянной нацеленности на победу и исполнению моральных устоев и принципов.